# Giuseppe Amisani
Giuseppe Amisani, född 7 december 1881 i Mede Lomellina, död 8 september 1941 i Portofino,  var en italiensk målare.